# Ourapteryx horishana
Ourapteryx horishana är en fjärilsart som beskrevs av Matsumura 1910. Ourapteryx horishana ingår i släktet Ourapteryx och familjen mätare. Inga underarter finns listade i Catalogue of Life.